# 果园—新城墓群
果园－新城墓群是位于中国甘肃省酒泉市肃州区、甘肃省嘉峪关市的墓葬群，时代跨越曹魏、西晋、十六国、北朝直至唐代，2001年6月25日公布为第五批全国重点文物保护单位。果园－新城墓群已被列入中华人民共和国申报世界文化遗产的预备名录。